# いらがわインターチェンジ

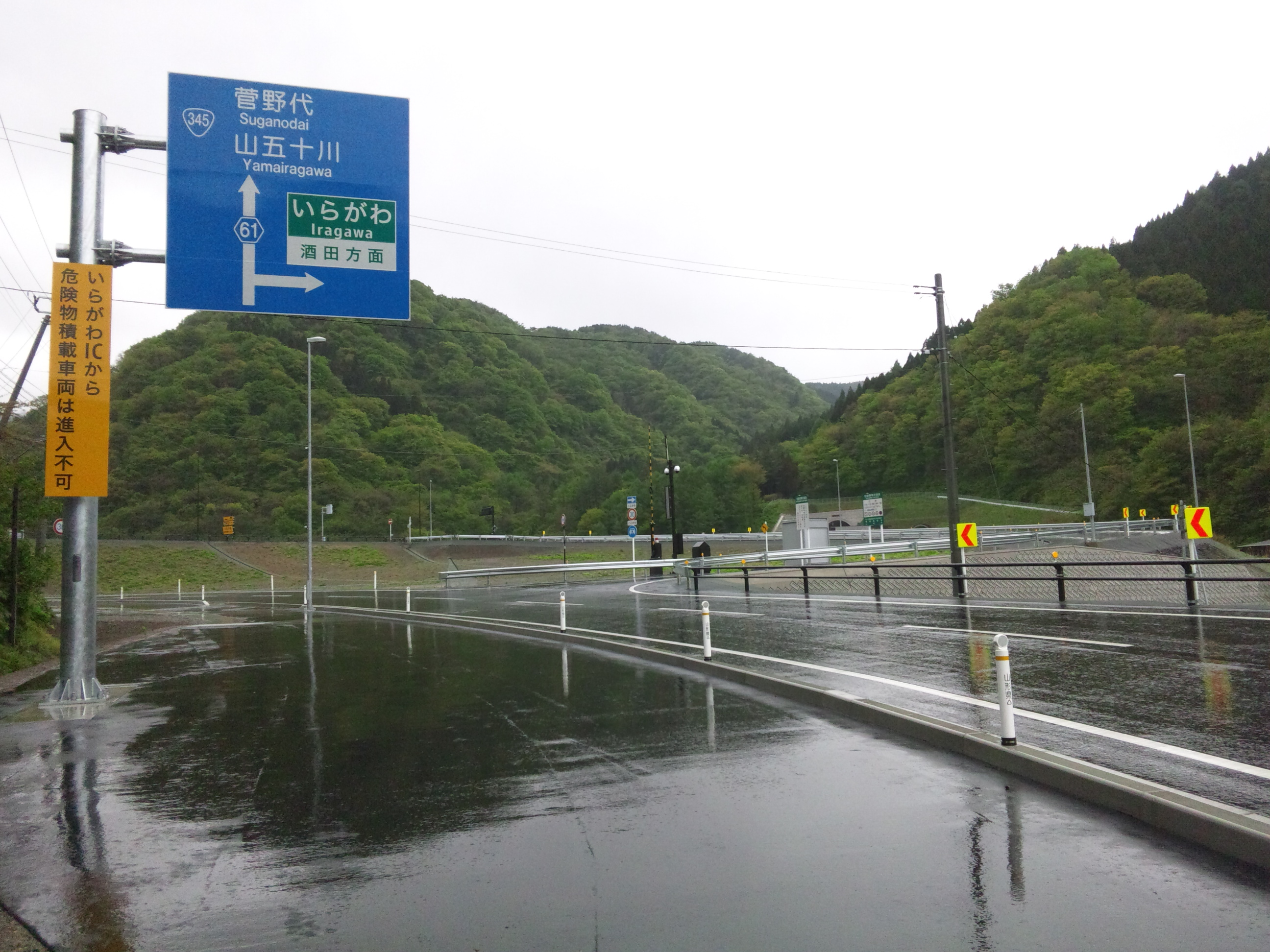
酒田方面入り口

いらがわインターチェンジは、山形県鶴岡市にある日本海東北自動車道のインターチェンジ（地域活性化インターチェンジ）である。
建設中時の仮称は漢字表記の五十川インターチェンジであった。

## 概要
鶴岡JCT方面のハーフインターチェンジで、新直轄区間のため、料金所は設置されていない。
あつみ温泉IC - 鶴岡JCT間は、新直轄方式での建設が決まり、当初途中にインターチェンジは設置されない予定だった。しかし、あつみ温泉IC - 鶴岡JCT間の距離が長いことから、利便性向上のために地域活性化インターチェンジとして設置されることになった。
また、当ICはあつみトンネル内で事故が起きた場合の緊急避難路としても利用される。
あつみ温泉IC - 当IC間には長大トンネルであるあつみトンネルがあり、危険物積載車輌の通行が禁止されている。但し当IC - 鶴岡西ICまでは長大トンネルはないものの、このICから危険物積載車輌の通行が規制されている。

## 道路

### 本線
- E7 日本海東北自動車道（14番）

### 接続する道路
- 直接接続
  - 山形県道61号菅野代堅苔沢線
- 間接接続
  - 国道7号

## 歴史
- 2012年（平成24年）
  - 2月22日 : IC名称が「五十川IC（仮称）」から「いらがわIC」に正式決定[1]。
  - 3月24日 : あつみ温泉IC - 鶴岡JCT間開通に伴い供用開始[1]。

## 周辺
- 五十川駅（JR羽越本線）

## 隣
E7 日本海東北自動車道
(13) あつみ温泉IC - (14) いらがわIC - (15) 三瀬IC - (16) 鶴岡西IC
当ICおよび三瀬ICは鶴岡JCT方面のハーフインターチェンジであるため、あつみ温泉ICおよび三瀬ICへの利用は不可。